# Умка (мультсериал)
«У́мка» — российский мультсериал, созданный студией «Союзмультфильм». Премьера состоялась 13 октября 2022 года. Первые серии нового сериала были выложены 22 октября в онлайн-кинотеатре «Okko», а спустя неделю (28 октября) мультфильм появился в эфире телеканала «Карусель». Действия происходят после мультфильма «Умка на ёлке» в частности и после трилогии про Умку в целом.

## Сюжет
Белый медвежонок Умка со своей мамой Медведицей живёт в суровой и прекрасной Арктике. У него есть замечательные друзья — озорная волчица Ильма, милая нерпа Кора и потешный Пычик, который является розовой чайкой. А самый главный друг Умки — это чукотский мальчик по имени Тайкэ. Мальчик и зверята вместе исследуют удивительный мир Севера и учатся уважать природу и друг друга.
Впрочем, это всё происходило в прошлом и истории про Умку и его друзей рассказывает уже старый Тайкэ, который вырос и стал Шаманом. Он делится с детьми захватывающими рассказами из своего детства, погружает ребят в атмосферу тех лет, рассказывая о своих приключениях и переживаниях, которые оставили глубокий след в его сердце. Шаман делится мудростью и уроками, которые он усвоил на протяжении своего детства и подтверждал их на протяжении всей жизни, подчеркивая важность дружбы, взаимопомощи и гармонии с природой. А его истории полны ярких образов и эмоций, позволяя детям не только развлечься, но и задуматься над важными жизненными ценностями.
Также, серии и, соответственно, повествование идут не в хронологическом порядке. К примеру, впервые Маха предстаёт зрителям во второй серии, а в четвёртой герои в лице лишь животных впервые с ней встречаются мордами к морде. Подтверждающий пример — Кит: впервые появляется в 45 серии первого сезона, а герои с ним знакомятся только во второй серии второго же сезона. События идут в разброс, при этом серия «Снеговик-зверовик» по времени действия самая первая и ранняя, где Умка познакомил своих друзей-животных с другом-человеком.

## Персонажи

### Персонажи настоящего
- Тайкэ[4]— тот самый мальчик-чукча, с которым когда-то подружился Умка. В предшествующих мультфильмах не имел имени, и вот создатели сериала решили его дать. Они также пояснили, что Тайкэ обладает уникальным даром, который позволяет ему понимать язык животных и говорить с ними. Смешлив, находчив и изобретателен. Часто выручает своих друзей из сложных ситуаций, применяя человеческие знания и умения, при этом являясь слабее каждого из них. Также, несмотря на то что это не показано в мультсериале, способен ездить верхом на северном олене. В наши дни он умудрённый опытом седоволосый шаман, рассказывающий о приключившихся с ним и его друзьями-животными историях. Всю свою жизнь живёт в гармонии с природой и учит тому же трёх детей.
- Дети — три неразлучных друга-чукчи из того же поселения что и Тайкэ. Два мальчика и одна девочка. В каждой серии сталкиваются со спорной ситуацией, а затем выслушивают истории шамана, из которых набираются мудрости и находят решение возникшей проблемы. Шаман же чаще всего ласково называет их «Маленькие рукавички», реже «Морозные щёчки» и очень редко по иному, как в своё время называла его бабушка;
  - Татато — главный затейник в компании и к тому же склонный не внимать предупреждениям. Он может совершить опрометчивый поступок, но в таком случае быстро раскаивается и просит прощения.
  - Омрэн (Омрын) — полная противоположность Татато. Самый добрый и тихий из троицы, что не мешает ему проводить время за играми. Немой, а потому за весь мультсериал не произнёс ни слова. Также это единственный персонаж, у которого отсутствует актёр озвучки.
  - Нану — единственная девочка в компании. Нередко выступает в качестве посредника между Татато и Омрэном.

### Персонажи прошлого
- Умка — белый медвежонок, друг Тайкэ. В связи с этим, он был единственный из четвёрки животных, который не страдал предвзятым отношением к людям, что в конечном итоге позволило их друг с другом подружить. Добрый и любопытный, в каждом видит друга, что не мешает ему быть упрямым и не отступающим от своего. Как и Кора, способен плавать в полярных водах.
- Ильма — полярная волчица. Самая игривая и активная из четырёх. В любой момент готова броситься в новое приключение. Может действовать спонтанно и необдуманно пойти на риск, но у неё доброе сердце и она всегда храбро встанет на защиту друзей в опасной ситуации. Считает себя самым быстрым животным. Имеет привычку тянуть звук «р» в речи. Очень не любит проигрывать, мокнуть и объятия со стороны евражек, не говоря уже о скуке.
- Кора — кольчатая нерпа. Самая уравновешенная и тихая из четырёх, никогда не торопится, любит понежиться на льдинах и уверена, что всё сложится лучшим образом. На суше довольно медлительна, но в воде ей нет равных.
- Пычик — птенец розовой чайки, самый разговорчивый из четырёх и часто акцентирующий внимание на самом себе. Может плавать на поверхности воды, но нырять не торопится. Считает, что приносит удачу тем, кто его окружает.
- Лёка — северный оленёнок, впервые появившийся в 36 серии, где Умка, Пычик и Ильма (последняя, к слову, без удовольствия) попробовали ему помочь и в конечном итоге весьма успешно. Вместе с мамой входит в состав стада, которое принадлежит людям, на что намекает его признание Тайкэ как вожака. Сам по себе не опытный и чересчур робкий, но дружелюбный.
- Медведица — мать Умки. Добрая, спокойная, любящая но при этом сильная и справедливая. Их с Умкой связывают крайне нежные, тёплые и доверительные отношения. Одна из двух персонажей, с которой Тайкэ не взаимодействует напрямую, а также одна из двух персонажей, у которой нет определённого имени.
- Капомей — троица евражек-самцов, фигурирующая со второй половины первого сезона. Название «Капомей» соответствует их именам, если читать по слогам, а прочие персонажи называют их просто «евражки». Занимаются в основном приготовлениями запасов на зиму (особое предпочтение отдают бруснике). Говорят искажёнными словами, но остальные персонажи их понимают; Ка — самый крупный из евражек и с желтоватым мехом, По — рыжеватого окраса, худой и на полголовы выше Ка, что делает его самым высоким из евражек, Мей — окрас меха синеватый и он самый низкий из компании.
- Кит — серый кит (?), время от времени заплывающий в местные воды. Нетороплив, спокоен, любит петь. Как и мама-медведица, он не имеет конкретного имени.
- Маха — росомаха. Не слишком умная и не слишком смелая, но довольно хитрая, а также псевдоприветливая и жадная. Единственный антагонист в мультсериале, хотя все её злодеяния в основном ограничиваются воровством еды и иногда человеческих вещей, обманами, запугиваниями слабых (в частности Умки с друзьями) или подстройкой мелких козней, но главным образом она сосредоточена именно на еде. Тем не менее, однажды, несмотря на движимый в тот момент эгоистичный интерес, научила Ильму бегать ещё быстрее. Боится маму Умки, а также равно как и с той Тайкэ не взаимодействовал с ней напрямую. Также у неё живы воспоминания о матери, которая пела ей одну песню.

## Создание
12 марта 2020 года было объявлено о планах киностудии «Союзмультфильм» выпустить сериал про Умку, в котором будет 26 эпизодов. На его создание потребовалось более двух с половиной лет. Мультсериал был выпущен 22 октября 2022 года, хотя некоторые источники утверждают, что на день раньше.
Изначально планировалось привлечь к проекту зарубежных партнёров. Задумывалось сделать 26 серий. В итоге количество серий увеличилось до 29. Большое внимание сценаристы и художники уделили изучению чукотского фольклора и традиционного быта.

## Съёмочная группа
- Выпускающий режиссёр: Татьяна Киселёва, Дмитрий Демидов.
- Режиссёры: Даниил Воропай, Анна Борисова, Евгения Жиркова, Татьяна Викулина, Виктория Томадзе, Павел Никифиров, Владимир Торопчин, Константин Феоктистов, Андрей Жидков, Елизавета Буреева, Артём Лукичёв, Андрей Толкалин, Юлия Гарибова, Мария Нигай, Дмитрий Демидов, Анастасия Чернавина, Валерия Лян, Наталия Нафанаилова, Лия Ралюк, Кристина Вохмякова, Сергей Румянцев.
- Сценаристы: Лидия Утёмова, Мария Богданова, Ярослав Косинов, Наталья Тихомирова, Валерия Вальцова, Мария Изотова, Любовь Романова, Анастасия Соколова, Константин Феоктистов, Алексей Гайлит, Венера Чернышова, Эллада Карибова, Семён Воронин, Екатерина Кожушаная, Елена Ударцева, Елизавета Селиванова, Денис Мартынов, Роман Самсонов, Юлия Букреева, Татьяна Будицкая, Алёна Самсонова, Наталья Песочинская, Арина Чунаева, Анастасия Безлюдная, Евгения Бурасова, Екатерина Земляничкина, Дмитрий Мансуров, Олег Белов, Лидия Ларина.
- Шеф-редактор: Мария Черницына, Марина Кошевая, Александра Козлова.
- Художник-постановщик: Анна Попова.
- Выпускающие художники: Яна Коротева, Артём Кочетков, Наталья Успенская, Анастасия Чернавина.
- Арт-директор: Роман Морис, Юлия Евдокимова.
- Креативный продюсер: Наталья Тихомирова, Татьяна Киселёва.
- Композитор:
  - Артём Васильев,
  - Никита Ямов,
  - Кристина Симонова,
  - Иван Сухарев[источник не указан 727 дней].
- Композиторы заставки: Никита Ямов, Анна Якубенко.
- Автор текста и исполнитель: Анна Якубенко.
- Звукорежиссёры:
  - Никита Ямов,
  - Артём Фадеев,
  - Маргарита Басенко,
  - Владимир Андреев.
- Монтаж:
  - Сергей Моторин,
  - Евгений Чатаев,
  - Константин Козлов,
  - Олег Зайцев,
  - Алексей Исаев.
- Технический директор: Не Павел Ледин.
- Технический супервайзер: Вячеслав Богданов.
- Ассет-менеджер: Владислав Дедышев, Артём Сидорин, Мария Нигай, Анна Мирошниченко.
- Менеджеры производства: Анастасия Кузьменко, Алиса Крицкая, Андрей Чурбанов, Владислав Дедышев.
- Руководитель 2D направления: Ольга Благова.
- Директор производства: Анна Морякова.
- Креативный директор: Мария Савиных.
- Линейные продюсеры:
  - Андрей Новожилов,
  - Игорь Казанцев,
  - Джульетта Аванесян,
  - Владислав Дедышев,
  - Алиса Васьковская,
  - Анастасия Кузьменко,
  - Мария Нигай.
- Исполнительные продюсеры: Антон Вазовский, Андрей Новожилов, Виталия Куликовская, Анастасия Кузьменко.
- Продюсеры: Борис Машковцев, Лика Бланк.
- Продюсеры «Okko»: Анна Тимохович, Ирина Куманяева.
- Генеральные продюсеры «Okko»: Сергей Шишкин, Эльвира Дмитриевская, Светлана Сонина.
- Генеральный продюсер: Юлия Осетинская, Юлиана Слащёва.

## Роли озвучивали
- Лариса Брохман — Умка
- Элиза Мартиросова — Ильма
- Дарья Фролова — Кора
- Михаил Кшиштовский — Пычик
- Тимофей Смирнов — Тайкэ (в детстве)
- Алексей Костричкин — Тайкэ (в старости; также обозначается как Шаман)
- Екатерина Усачёва, Валерия Шевченко — Нану
- Александр Бейлерян, Алексей Журбин — Татато
- Анастасия Лапина — Медведица, Маха
- Александр Матвеев — Евражки
- Ольга Шорохова — Лёка
- Владимир Паляница — Кит

## Список серий

### 1 сезон
| №  | Название               | Премьера             |
| -- | ---------------------- | -------------------- |
| 1  | Дыра в небе            | 22 октября 2022 года |
| 2  | Таинственные следы     | 22 октября 2022 года |
| 3  | Ловушка для голоса     | 22 октября 2022 года |
| 4  | Пасть кита             | 22 октября 2022 года |
| 5  | Снежная стая           | 22 октября 2022 года |
| 6  | Шерстяная берлога      | 22 октября 2022 года |
| 7  | Важное дело            | 22 октября 2022 года |
| 8  | Край земли             | 22 октября 2022 года |
| 9  | Подводные сокровища    | 22 октября 2022 года |
| 10 | Говорящая гора         | 22 октября 2022 года |
| 11 | Солнечная мушка        | 17 ноября 2022 года  |
| 12 | Хищная дружба          | 17 ноября 2022 года  |
| 13 | Снеговик-зверовик      | 17 ноября 2022 года  |
| 14 | Гром-птица             | 17 ноября 2022 года  |
| 15 | Лучшая игра            | 20 января 2023 года  |
| 16 | Плавучее мороженное    | 20 января 2023 года  |
| 17 | Редкие звери           | 27 февраля 2023 года |
| 18 | Новогодний дождик      | 7 марта 2023 года    |
| 19 | Беспокойная ночь       | 28 апреля 2023 года  |
| 20 | Жадная поляна          | 10 мая 2023 года     |
| 21 | Спрятанные ягоды       | 10 мая 2023 года     |
| 22 | Сонный поход           | 27 мая 2023 года     |
| 23 | Болтливый камень       | 27 мая 2023 года     |
| 24 | Снежные цветы          | 1 сентября 2023 года |
| 25 | Маленькое солнце       | 28 апреля 2023 года  |
| 26 | Неторопливая весна     | 10 мая 2023 года     |
| 27 | Летучий медведь        | 10 мая 2023 года     |
| 28 | Голодное облако        | 27 мая 2023 года     |
| 29 | Волчья ягода           | 27 мая 2023 года     |
| 30 | Новый Умка             | 1 сентября 2023 года |
| 31 | Большая паутина        | 1 сентября 2023 года |
| 32 | Арктический мёд        | 1 сентября 2023 года |
| 33 | Вестник бури           | 1 сентября 2023 года |
| 34 | Зимние состязания      | 13 октября 2023 года |
| 35 | Круглый друг           | 13 октября 2023 года |
| 36 | Ходячий лес            | 13 ноября 2023 года  |
| 37 | Мамина песня           | 20 ноября 2023 года  |
| 38 | Неразлучные друзья     | 14 декабря 2023 года |
| 39 | Северная морковка      | 27 февраля 2024 года |
| 40 | Зеленоглазый зверь     | 27 февраля 2024 года |
| 41 | Необыкновенное гнездо  | 27 февраля 2024 года |
| 42 | Лето среди зимы        | 27 февраля 2024 года |
| 43 | Бабушкино письмо       | 9 марта 2024 года    |
| 44 | Морская звезда         | 9 марта 2024 года    |
| 45 | Слёзы кита             | 4 апреля 2024 года   |
| 46 | Чудо-упряжка           | 18 апреля 2024 года  |
| 47 | Хозяин реки            | 18 апреля 2024 года  |
| 48 | Огненные цветы         | 4 апреля 2024 года   |
| 49 | Ледяной дождь          | 9 апреля 2024 года   |
| 50 | Хранитель воспоминаний | 9 апреля 2024 года   |
| 51 | Северный подарок       | 26 апреля 2024 года  |
| 52 | Кит на мели            | 26 апреля 2024 года  |

### 2 сезон
| №        | Название            | Премьера             |
| -------- | ------------------- | -------------------- |
| 1 (53)   | Тюлень-олень        | 11 мая 2024 года     |
| 2 (54)   | Хвостатый остров    | 11 мая 2024 года     |
| 3 (55)   | Убегающая горка     | 11 мая 2024 года     |
| 4 (56)   | Шумная рыба         | 11 мая 2024 года     |
| 5 (57)   | Ценный ящик         | 23 мая 2024 года     |
| 6 (58)   | Лунный кит          | 23 мая 2024 года     |
| 7 (59)   | Рога храбрости      | 23 июля 2024 года    |
| 8 (60)   | Песня ветра         | 23 июля 2024 года    |
| 9 (61)   | Длинный день        | 8 августа 2024 года  |
| 10 (62)  | Медленная вода      | 8 августа 2024 года  |
| 11 (63)  | Морской огород      | 6 сентября 2024 года |
| 12 (64)  | Шёпот звёзд         | 6 сентября 2024 года |
| 13 (65)  | Летняя Снежинка     | 26 октября 2024 года |
| 14 (66)  | Живое Озеро         | 26 октября 2024 года |
| 15 (67)  | Бумеранг добра      | 11 ноября 2024 года  |
| 16 (68)  | Непослушные голоса  | 11 ноября 2024 года  |
| 17 (69)  | Чужая дорога        | 23 ноября 2024 года  |
| 18 (70)  | Особенный день      | 23 ноября 2024 года  |
| 19 (71)  | Птица неудачи       | 6 декабря 2024 года  |
| 20 (72)  | Подводная ёлка      | 6 декабря 2024 года  |
| 21 (73)  | Крикливый зверёк    | 23 декабря 2024 года |
| 22 (74)  | Танец тундры        | 26 января 2025 года  |
| 23 (75)  | Погода в коробочке  | 26 января 2025 года  |
| 24 (76)  | Упавшие звёзды      | 24 февраля 2025 года |
| 25 (77)  | Упрямые ветки       | 24 февраля 2025 года |
| 26 (78)  | Сбежавшая варежка   | 24 февраля 2025 года |
| 27 (79)  | Маленькое сияние    | 20 марта 2025 года   |
| 28 (80)  | Исчезнувшие припасы | 20 марта 2025 года   |
| 29 (81)  | Грустная берёза     | 20 марта 2025 года   |
| 30 (82)  | Пернатый гость      | 7 апреля 2025 года   |
| 31 (83)  | Грозный враг        | 7 апреля 2025 года   |
| 32 (84)  | Лучший подарок      | 28 апреля 2025 года  |
| 33 (85)  | Секрет солнца       | 28 апреля 2025 года  |
| 34 (86)  | Хитрое угощение     | 28 апреля 2025 года  |
| 35 (87)  | Чудесные очки       | 28 апреля 2025 года  |
| 36 (88)  | Убежище зимы        | 2 июня 2025 года     |
| 37 (89)  | Чужое перо          | 2 июня 2025 года     |
| 38 (90)  | Таинственный свист  | 14 июля 2025 года    |
| 39 (91)  | Водяные лютики      | 14 июля 2025 года    |
| 40 (92)  | Музыка весны        | 20 июля 2025 года    |
| 41 (93)  | Большое плавание    | 20 июля 2025 года    |
| 42 (94)  | TBA                 | TBA                  |
| 43 (95)  | TBA                 | TBA                  |
| 44 (96)  | TBA                 | TBA                  |
| 45 (97)  | TBA                 | TBA                  |
| 46 (98)  | TBA                 | TBA                  |
| 47 (99)  | TBA                 | TBA                  |
| 48 (100) | TBA                 | TBA                  |
| 49 (101) | TBA                 | TBA                  |
| 50 (102) | TBA                 | TBA                  |
| 51 (103) | TBA                 | TBA                  |
| 52 (104) | TBA                 | TBA                  |

## Отзывы и критика
Вера Алёнушкина отмечает, что «авторам удалось нащупать золотую середину между подачей материала и стилистикой», подчёркивает «качественную и скрупулезную проработку», отразившуюся в визуальной составляющей: «оттенки снега в сериале меняются в зависимости от времени года».